# سلام سنگی
سلام سنگی (زادهٔ ۱۳۲۸ خورشیدی در درهٔ پنجشیر) بازیگر پیشکسوت سینما و تئاتر افغانستان است که با ایفای نقش در فیلم‌های برجستهٔ دهه‌های ۱۳۶۰ و ۱۳۷۰ خورشیدی به شهرت رسید. او همچنین در فیلم‌های بین‌المللی از جمله «جنگ چارلی ویلسون» در کنار تام هنکس حضور داشته است. سنگی هم‌اکنون در ملبورن، استرالیا زندگی می‌کند و از چهره‌های فعال فرهنگی در جامعهٔ فارسی‌زبانان این کشور به‌شمار می‌رود.

## زندگی‌نامه
سلام سنگی در سال ۱۳۲۸ خورشیدی در درهٔ خوش‌آب‌ و هوای پنجشیر در خانواده‌ای دهقان، تاجیک‌تبار به دنیا آمد. تحصیلات ابتدایی خود را در روستای سنگانه به پایان رساند و سپس با خانواده به کابل نقل مکان کرد. علاقهٔ او به سینما از دوران نوجوانی آغاز شد و برخلاف هم‌نسلانش که به فیلم‌های هندی علاقه‌مند بودند، او به تماشای فیلم‌های آمریکایی می‌پرداخت. این علاقه زمینه‌ساز ورود او به دنیای بازیگری شد.

## کارنامهٔ هنری
سنگی فعالیت هنری خود را در سال ۱۳۵۳ خورشیدی با بازی در فیلم «رابعه بلخی» به کارگردانی داوود فارانی آغاز کرد. در سال ۱۳۵۷ به عنوان کارمند ادارهٔ هنر و ادبیات رادیو تلویزیون افغانستان مشغول به کار شد و در نمایشنامه‌ها و داستان‌های رادیویی ایفای نقش کرد. از جمله فیلم‌های برجستهٔ او می‌توان به موارد زیر اشاره کرد:
- گناه (۱۳۶۰) – نقش اول
- فرار (۱۳۶۲)
- صبور سرباز (۱۳۶۴)
- بابا (۱۳۶۸)
- بیگانه (۱۳۶۵)
- تابستان داغ کابل (۱۳۶۲) – به کارگردانی علی خمرایف
- در سرزمین بیگانه – به کارگردانی حفیظ آصفی
- جنگ چارلی ویلسون (۲۰۰۷) – به کارگردانی مایک نیکولز، در کنار تام هنکس[۳]

## مهاجرت و زندگی در خارج
با آغاز تحولات سیاسی در افغانستان، سلام سنگی در سال ۱۹۹۲ میلادی به پاکستان مهاجرت کرد و پس از یازده ماه به دعوت هنری به ایالات متحده آمریکا رفت. در آمریکا، در فیلم «سرزمین بیگانه» و همچنین در فیلم هالیوودی «جنگ چارلی ویلسون» نقش‌آفرینی کرد. در سال ۲۰۰۱ میلادی، خانواده او به استرالیا مهاجرت کردند و او نیز به آن‌ها پیوست. اکنون با خانواده‌اش در ملبورن، استرالیا زندگی می‌کند.

## خانواده
سلام سنگی متأهل است و دارای سه پسر و پنج دختر می‌باشد. پسر بزرگ او، بصیرجان سنگی، تحصیلات خود را در رشتهٔ کارگردانی فیلم در آمریکا به پایان رسانده است. پسر دوم، بابک‌جان سنگی، در رشتهٔ انیمیشن فیلم تحصیل می‌کند و پسر سوم، سمک‌جان عیار، در رشتهٔ بازیگری آموزش دیده و قصد دارد روزی هنرپیشهٔ فیلم شود. خانوادهٔ سنگی در ملبورن، استرالیا زندگی می‌کنند و در فعالیت‌های فرهنگی و هنری جامعهٔ فارسی‌زبانان مشارکت دارند.

## علاقه‌مندی‌ها و فعالیت‌های فرهنگی
سلام سنگی علاوه بر بازیگری، به ادبیات فارسی، به‌ویژه شاهنامهٔ فردوسی علاقه‌مند است. در بزرگداشت هزارهٔ فردوسی، با خوانش منظومه‌های رزمی شاهنامه، مقام اول را کسب کرده است. او همچنان در محافل فرهنگی و هنری حضور می‌یابد و به عنوان یکی از چهره‌های فعال فرهنگی در جامعهٔ فارسی‌زبانان، استرالیا شناخته می‌شود.

## جوایز و افتخارات
در سال ۲۰۲۴، سلام سنگی در مراسم شب جایزهٔ رادیو نشاط استرالیا به عنوان بازیگر برتر در حوزهٔ سینما معرفی شد و تندیس این مراسم را دریافت کرد. این مراسم با حضور نمایندگان مجلس، شهرداران و چهره‌های برجستهٔ فارسی‌زبان در استرالیا برگزار شد.